# 1948-as magyar tekebajnokság
Az 1948-as magyar tekebajnokság a tizedik magyar bajnokság volt. A férfiak bajnokságát augusztus 21. és 22. között Kecskeméten, a MÁV pályáján, a nőkét Budapesten rendezték meg.

## Eredmények
| Versenyszám  | Arany                             | Arany | Ezüst                        | Ezüst | Bronz                                    | Bronz |
| ------------ | --------------------------------- | ----- | ---------------------------- | ----- | ---------------------------------------- | ----- |
| Férfi egyéni | Escher Alajos Székesfehérvári MÁV | 1637  | Bertalan Zoltán Mezőkémia SE | 1614  | Ozorai Sándor Ganz TE                    | 1599  |
| Női egyéni   | Nagytorma Gyuláné Szegedi VAOSZ   | 567   | Huzián Anna Előre SE         | 551   | Habran Júlia Első Kecskeméti Konzervgyár | 543   |